# RBE2 (Radar)
El RBE2 (Radar à Bayalage Electronique deux plans) fabricado por Thompson y Dassault para el avión Dassault Rafale. Cuenta con antena planar y barrido electrónico,  capaz de procesar cerca de 100.000 millones de operaciones/s, que le permite llevar a cabo varias tareas a la vez, es decir, el RBE2 es capaz de seguimiento automatizado del terreno a la vez que sigue y engancha ocho blancos simultáneamente.
Además, el RBE2 tiene plena capacidad LPI (Low Probability of Intercept), una tecnología basada en bruscos cambios de la frecuencia y variaciones en los patrones de repetición de pulsos, y en la emisión de energía de muy baja potencia, para permanecer oculto a los sistemas de alerta radar (RHWR) enemigo la mayoría de las veces.
Este radar existe en 2 versiones, la más antigua usa una antena de tipo PESA. Dado su escaso alcance, se desarrolló desde 2004 una antena de tipo AESA  fabricado por Thales y Selex Galileo. Este nuevo modelo equipa los aviones Rafale del armée de l'air desde 2012 y la marina Nacional de Francia (Aviation Navale) desde junio de 2014.

### Radares similares
- Euroradar CAPTOR
- APG-63
- APG-65
- AN/APG-66
- RLPK-29
- N001
- PS-05/A